# Nyctemera formosana
Nyctemera formosana är en fjärilsart som beskrevs av Swinhoe 1908. Nyctemera formosana ingår i släktet Nyctemera och familjen björnspinnare. Inga underarter finns listade i Catalogue of Life.

## Bildgalleri

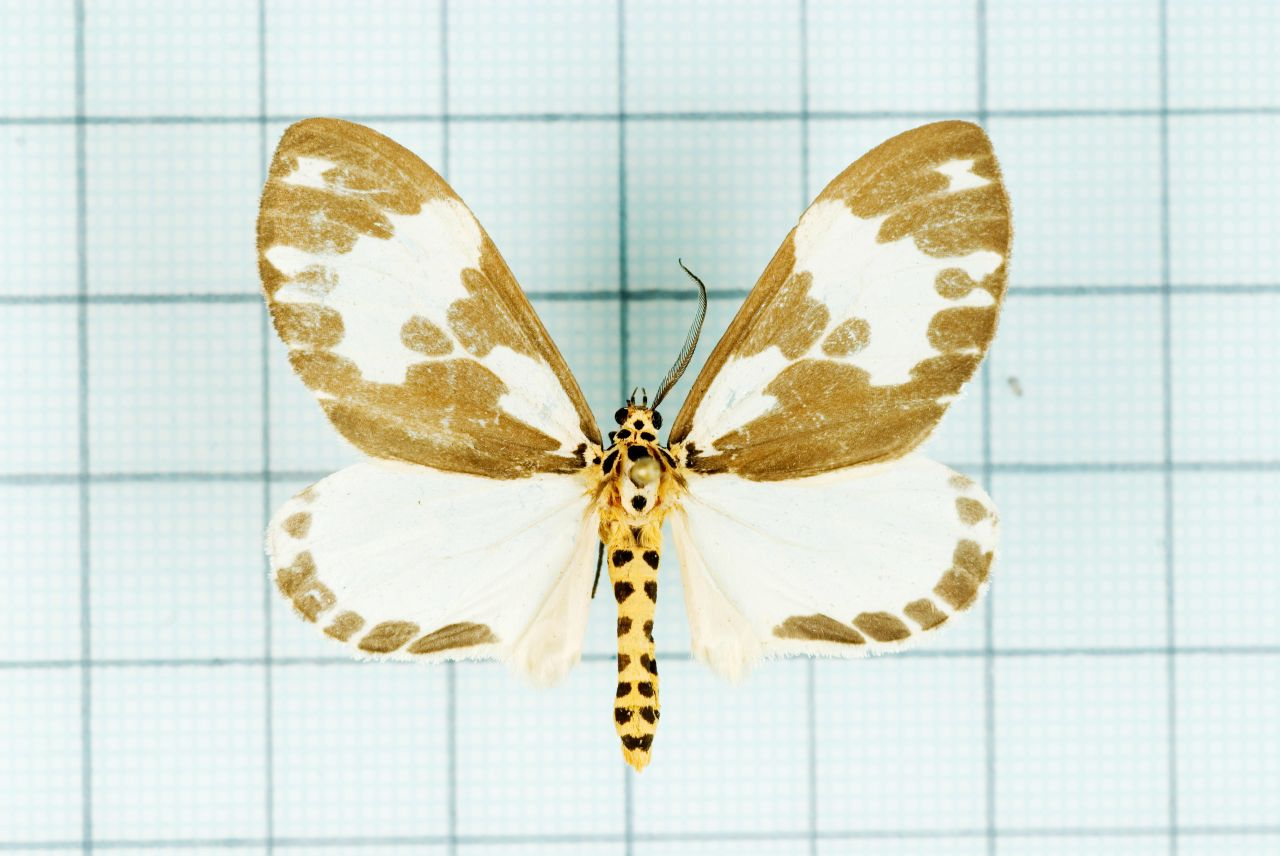
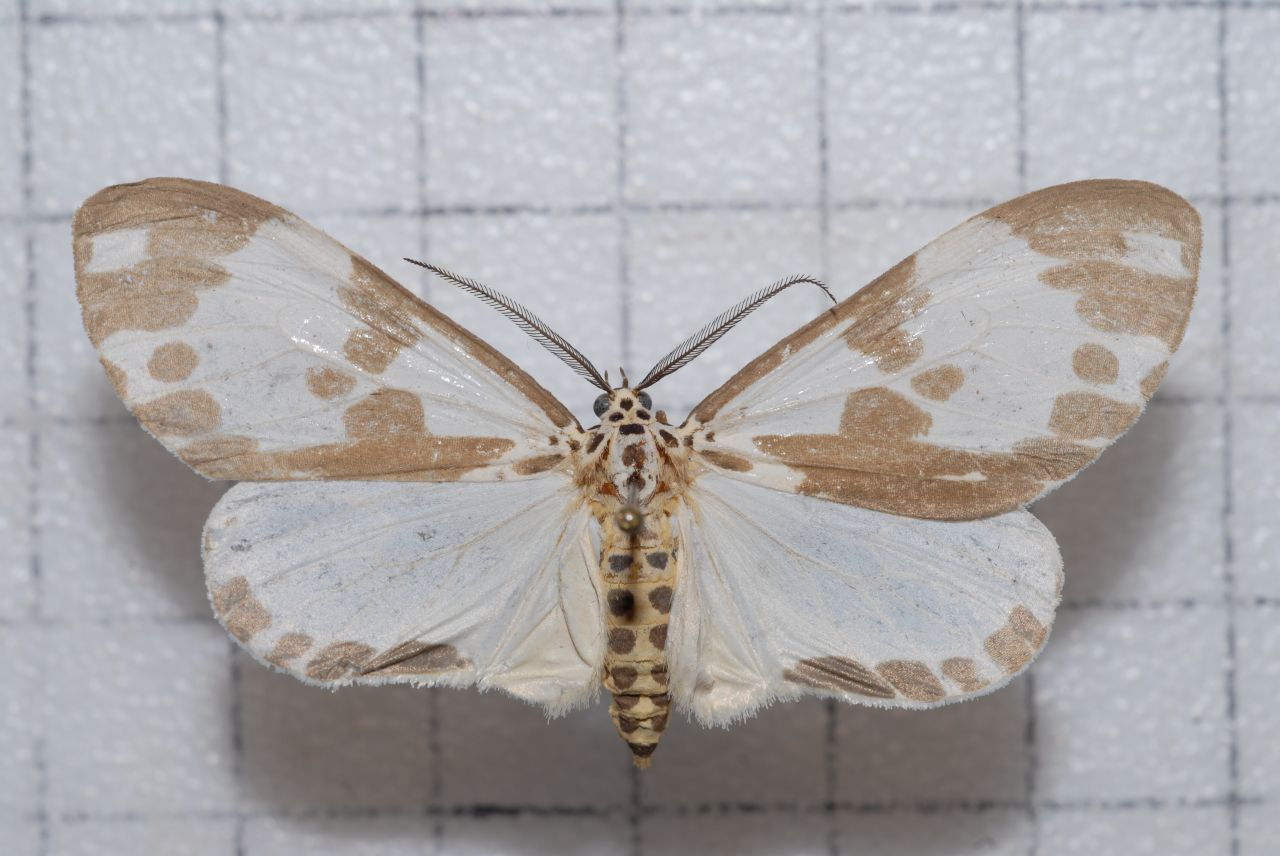